# Algebra di Borel
In matematica l'algebra di Borel, o più propriamente la σ-algebra di Borel, è la più piccola σ-algebra su un insieme dotato di struttura topologica che sia compatibile con la topologia stessa, ossia che contenga tutti gli aperti della topologia.
Lo spazio misurabile così definito prende il nome di spazio boreliano, gli insiemi contenuti nella σ-algebra di Borel sono detti insiemi boreliani o insiemi di Borel ed una misura definita su una σ-algebra di Borel è detta misura di Borel.
La nozione di algebra di Borel è stata introdotta da Émile Borel nell'ambito dei numeri reali, ed in seguito generalizzata a spazi topologici arbitrari.

## Definizione
Sia {\displaystyle (X,{\mathcal {\mathrm {T} }})} uno spazio topologico. L'algebra di Borel di {\displaystyle X} rispetto a {\displaystyle {\mathcal {\mathrm {T} }}} è la più piccola σ-algebra {\displaystyle {\mathfrak {F}}:=\sigma ({\mathcal {\mathrm {T} }})} contenente la topologia {\displaystyle {\mathcal {\mathrm {T} }}}, ossia contenente ogni sottoinsieme aperto di {\displaystyle (X,{\mathcal {\mathrm {T} }})}.
La definizione data è motivata dal fatto che, dal momento che l'intersezione di una famiglia di σ-algebre è ancora una σ-algebra, data una generica collezione di insiemi si dimostra che esiste una più piccola σ-algebra che contiene la collezione. Più precisamente, se {\displaystyle X} è un insieme non vuoto e {\displaystyle {\mathfrak {G}}} una famiglia di sottoinsiemi di {\displaystyle X}, allora è ben definita {\displaystyle \sigma ({\mathfrak {G}})}, la più piccola σ-algebra su {\displaystyle X} contenente {\displaystyle {\mathfrak {G}}}.
Dati due spazi topologici {\displaystyle X} e {\displaystyle Y} e una funzione continua {\displaystyle f\colon X\to Y}, allora tale funzione è misurabile rispetto alla σ-algebra di Borel. Infatti {\displaystyle f^{-1}(V)} è contenuta nella σ-algebra di Borel per ogni insieme aperto {\displaystyle V} di {\displaystyle Y}. Se {\displaystyle Y} è l'asse reale del piano complesso, le funzioni misurabili rispetto alla σ-algebra di Borel sono dette funzioni di Borel.
Ogni misura definita su una σ-algebra di Borel si dice misura di Borel, ed alcuni autori richiedono che {\displaystyle \mu (K)<\infty }
per ogni compatto {\displaystyle K}. Una misura caratterizzata da regolarità interna ed esterna si dice regolare, mentre se è caratterizzata da regolarità interna ed è localmente finita prende il nome di misura di Radon.

### Terminologia
In alcuni casi si utilizza il termine "algebra di Borel" per indicare la σ-algebra generata dai compatti della topologia {\displaystyle {\mathcal {\mathrm {T} }}} di {\displaystyle X}. Poiché in uno spazio di Hausdorff ogni compatto è chiuso, in questo caso la σ-algebra di Borel definita in esso è più fine di quella generata dai compatti. Risulta che esse coincidono se lo spazio topologico di partenza è uno spazio metrizzabile separabile e localmente compatto. Questa seconda definizione di algebra di Borel si utilizza ad esempio per costruire la misura di Haar.
Talvolta, "algebra di Borel" identifica anche l'algebra di insiemi generata dagli aperti di uno spazio topologico, e non la σ-algebra. Questa dicitura è tuttavia meno comune. Ad esempio, intesa con questo significato, l'algebra di Borel dei numeri reali, equipaggiati con la usuale topologia euclidea, è costituita semplicemente dalle unioni finite di intervalli.
A volte si utilizza, inoltre, il termine "spazio boreliano" come abbreviazione di spazio boreliano standard. Uno spazio boreliano è detto standard se lo spazio topologico {\displaystyle (X,{\mathcal {\mathrm {T} }})}, che genera lo spazio boreliano stesso, è uno spazio polacco.

## Principali risultati
Nella teoria delle categorie, gli spazi boreliani formano una categoria i cui morfismi sono le funzioni misurabili. Essa è una sottocategoria della categoria degli spazi misurabili.
Due spazi boreliani {\displaystyle (X,{\mathfrak {F}})} e {\displaystyle (Y,{\mathfrak {G}})} sono detti isomorfi se esiste una funzione {\displaystyle f\colon X\to Y} biiettiva tale che {\displaystyle f,\,f^{-1}} siano entrambe misurabili.

### Lemma di misurabilità di funzioni continue
Siano {\displaystyle (\Omega ,{\mathcal {\mathrm {T} }})} e {\displaystyle (\Psi ,\Upsilon )} due spazi topologici, e siano {\displaystyle (\Omega ,{\mathfrak {F}})} e {\displaystyle (\Psi ,{\mathfrak {G}})} i relativi spazi boreliani. Se un'applicazione {\displaystyle f\colon \Omega \to \Psi } è continua rispetto a {\displaystyle {\mathcal {\mathrm {T} }}} e {\displaystyle \Upsilon } allora essa è misurabile rispetto a {\displaystyle {\mathfrak {F}}} e {\displaystyle {\mathfrak {G}}}.
Questo risultato è importante, ed è utilizzato, ad esempio, per mostrare che le funzioni continue su un compatto di {\displaystyle \mathbb {R} ^{n}} sono integrabili rispetto alla misura di Lebesgue, o più in generale per compatti di gruppi topologici localmente compatti rispetto alla misura di Haar. Ne segue anche che se due spazi topologici sono omeomorfi, allora i relativi spazi boreliani sono isomorfi.

### Teorema di Kuratowski
Sia {\displaystyle (X,{\mathcal {\mathrm {T} }})} uno spazio polacco, e {\displaystyle {\mathfrak {F}}} la relativa σ-algebra di Borel. Allora lo spazio boreliano {\displaystyle (X,{\mathfrak {F}})} è isomorfo ad uno dei seguenti insiemi:
- L'insieme dei numeri reali {\displaystyle \mathbb {R} } equipaggiato con la usuale algebra di Borel.
- L'insieme dei numeri interi equipaggiato con la σ-algebra dell'insieme delle parti, che è semplicemente la σ-algebra di Borel generata dalla topologia discreta.
- Un insieme finito equipaggiato con la σ-algebra dell'insieme delle parti, che è semplicemente la σ-algebra di Borel generata dalla topologia discreta.

Questo teorema, importante in molti ambiti della matematica ed in particolare in teoria descrittiva degli insiemi ed in teoria della probabilità, è dovuto al matematico polacco Kazimierz Kuratowski.

## Costruzione esplicita dellaσ-algebra di Borel
Nel caso in cui {\displaystyle (X,{\mathcal {\mathrm {T} }})} sia metrizzabile (ossia, nel caso in cui sia possibile considerare la topologia {\displaystyle {\mathcal {\mathrm {T} }}} come indotta da una distanza), si può dare una descrizione abbastanza esplicita della σ-algebra di Borel.
Data una famiglia {\displaystyle {\mathfrak {T}}} di sottoinsiemi di {\displaystyle X}, si definiscono:
- {\displaystyle {\mathfrak {T}}_{\sigma }} la famiglia di sottoinsiemi di {\displaystyle X} costituita da tutte le unioni numerabili di elementi di {\displaystyle {\mathfrak {T}}}.
- {\displaystyle {\mathfrak {T}}_{\delta }} la famiglia di sottoinsiemi di {\displaystyle X} costituita da tutte le intersezioni numerabili di elementi di {\displaystyle {\mathfrak {T}}}.

dove con la notazione {\displaystyle {\mathfrak {T}}_{\delta ,\sigma }} si intende semplicemente {\displaystyle ({\mathfrak {T}}_{\delta })_{\sigma }}.
Si costruisce la σ-algebra di Borel per induzione transfinita definendo una famiglia di insiemi {\displaystyle {\mathfrak {G}}^{i}\subset \mathbf {2} ^{X}}, parametrizzata dai numeri ordinali {\displaystyle i}.
- Base dell'induzione: si definisce {\displaystyle {\mathfrak {G}}^{0}:={\mathcal {\mathrm {T} }}}, la topologia di {\displaystyle X}.
- Passo induttivo: si distinguono i due casi, quello in cui {\displaystyle i} sia un ordinale limite, e quello in cui non lo sia. Se {\displaystyle i} non è un ordinale limite, allora ammette un ordinale {\displaystyle i-1} che lo precede, e si pone:

{\displaystyle {\mathfrak {G}}^{i}:={\mathfrak {G}}_{\delta ,\sigma }^{i-1}.}
Se {\displaystyle i} è un ordinale limite, allora si pone:
{\displaystyle {\mathfrak {G}}^{i}:=\bigcup _{j<i}{\mathfrak {G}}^{j}.}
Con queste definizioni, la σ-algebra di Borel è data da {\displaystyle {\mathfrak {F}}={\mathfrak {G}}^{\omega _{1}}}, dove {\displaystyle \omega _{1}} è il primo ordinale non numerabile. Infatti, in uno spazio metrico ogni aperto è l'unione dei chiusi in esso contenuti, da cui segue facilmente che {\displaystyle {\mathfrak {G}}^{\omega _{1}}} è una σ-algebra. La proprietà di minimalità di {\displaystyle {\mathfrak {G}}^{\omega _{1}}} (ossia il fatto che essa sia la più piccola σ-algebra contenente gli aperti) segue invece da un'osservazione più sottile. Infatti è possibile mostrare che per ogni insieme boreliano {\displaystyle B} esiste un ordinale numerabile {\displaystyle i} tale che {\displaystyle B\in {\mathfrak {G}}^{i}}. Tuttavia, al variare del boreliano {\displaystyle B} tale indice numerabile diviene arbitrariamente grande, ed approccia il primo ordinale non numerabile.

## Esempi
La maggior parte degli spazi misurabili che si utilizzano in analisi matematica sono boreliani.
- Sia {\displaystyle X} un insieme non vuoto, e siano {\displaystyle {\mathfrak {F}}_{0}=\{\varnothing ,X\}} la topologia banale e {\displaystyle {\mathfrak {F}}_{\mathcal {P}}=\mathbf {2} ^{X}} la topologia discreta di {\displaystyle X} (qui e nel seguito {\displaystyle \mathbf {2} ^{X}} indica l'insieme delle parti di {\displaystyle X}). {\displaystyle {\mathfrak {F}}_{0}} e {\displaystyle {\mathfrak {F}}_{\mathcal {P}}} sono anche due σ-algebre,[4] e quindi le σ-algebre generate dalle medesime {\displaystyle {\mathfrak {F}}_{0}} e {\displaystyle {\mathfrak {F}}_{\mathcal {P}}}. Ne segue che esse sono delle algebre di Borel, e {\displaystyle (X,{\mathfrak {F}}_{0})} e {\displaystyle (X,{\mathfrak {F}}_{\mathcal {P}})} sono i più semplici esempi di spazi boreliani.
- Dato un qualunque insieme non vuoto {\displaystyle X}, la famiglia composta da tutti i sottoinsiemi di {\displaystyle X} che hanno cardinalità numerabile o il cui complementare abbia cardinalità numerabile è una σ-algebra. È immediato verificare che questa σ-algebra è quella generata dalla topologia cofinita su {\displaystyle X}, ed è pertanto un'algebra boreliana.
- L'algebra di Borel utilizzata più di frequente in matematica, è la σ-algebra di Borel sui numeri reali (o più in generale sugli spazi euclidei). Questa è la più piccola σ-algebra contenente tutti gli intervalli reali, ed è generalmente utilizzata per definire le funzioni misurabili e le variabili aleatorie a valori reali, la misura di Borel, ed in alcune delle possibili costruzioni della misura di Lebesgue. Essa può essere costruita induttivamente seguendo il procedimento generale indicato sotto. Si può dimostrare che questa σ-algebra ha la cardinalità del continuo, e dunque solo pochi sottoinsiemi dei numeri reali sono boreliani. Tuttavia, tutti i sottoinsiemi di {\displaystyle \mathbb {R} } che ricorrono più spesso sono boreliani, ad esempio:
  - Gli insiemi numerabili, come gli interi, i razionali o loro sottoinsiemi.
  - Gli intervalli aperti e chiusi, ma anche semiaperti, e le semirette aperte e chiuse. Ad esempio l'intervallo {\displaystyle [0,1)} è boreliano.
  - Le unioni ed intersezioni di insiemi dei tipi appena descritti.
- Un esempio di σ-algebra non boreliana, è dato dalla σ-algebra di Lebesgue. Questa può ad esempio definirsi come il completamento della σ-algebra boreliana dei reali rispetto alla misura di Borel (il completamento di una σ-algebra si ottiene aggiungendo agli insiemi che la compongono gli insiemi di misura nulla).